# Michael Haydn
Johann Michael Haydn (Rohrau, 14 de setembre de 1737 - Slazburg, 10 d'agost de 1806) va ser un compositor austríac, el germà més jove de (Franz) Joseph Haydn.
Va néixer el 1737 al poble austríac de Rohrau, prop de la frontera hongaresa. El seu pare era Mathias Haydn, que feia i arreglava rodes de fusta, i també "Marktrichter", un càrrec semblant a l'alcalde de poble. La mare de Haydn, Maria Koller, havia treballat com a cuinera al palau del Comte Harrach, el gran aristòcrata de Rohrau. Cap dels pares sabia llegir música; tanmateix, Matthias era un amant de la música tradicional, sabia tocar l'arpa, i també procurava que els seus nens aprenguessin a cantar.

## Principis de carrera
Els inicis de la carrera professional de Michael van rebre el suport del seu germà gran, Joseph; la bona veu va fer possible que cantés com a soprano en el cor de la Catedral de Sant Esteve (Stephansdom) a Viena, sota la direcció de Carl Georg Reutter. Un escriptor de principis del segle xix, Albert Christoph Dies, deixant constància de detalls de la vida de Joseph Haydn, deixà escrit:
| «                                                               | Reutter va quedar tan captivat del talent de Joseph que declarà al seu pare que, fins i tot, si tenia dotze fills, cuidaria de tots ells. El pare es veié alliberat d'una gran càrrega amb aquesta oferta, ho consentí, i uns cinc anys després deixà que Michael, i més tard Johann, es dediquessin a la musa musical. Els dos eren acceptats com a nois del cor i, per alegria de Joseph, els dos germans anaven amb ell per a ser entrenats." | » |
| — Dies, Albert Christoph, Biographical Accounts of Joseph Haydn | |   |

La mateixa font indica que Michael era un estudiant més brillant que Joseph i, especialment quan Joseph va patir el canvi de veu, va ser el cant de Michael el més admirat. Més tard, després de deixar l'escola del cor, Michael va ser nomenat mestre de capella a Oradea, a l'actual Romania. Més tard, el 1762, ho va ser a Salzburg on hi estigué 43 anys, durant els quals va escriure unes 360 obres per a l'església, i molta música instrumental.
Michael es casà amb la cantant Maria Magdalena Lipp, que era poc apreciada per les dones de la família Mozart. Leopold Mozart era crític amb l'afecció a l'alcohol de Haydn. Coneixia bé a Mozart, que tenia una opinió molt bona de la seva obra, i era el professor de Joseph Woelffl, Carl Maria von Weber i Anton Diabelli.
Michael va romandre a la vora de Joseph tota la seva vida. Joseph tenia en gran consideració al seu germà i trobava que les obres religiosos de Michael eren superiors a les seves. El 1802, quan a Michael li van oferir posicions lucratives i honorables "tant a Esterházy com amb el Gran Duc de Tuscany", escrivia a Joseph a Viena demanant-li consell, tot i que, finalment, decidí quedar-se a Salzburg. Existeix la hipòtesi que Michael i Maria Magdalena posessin el nom de Josepha a la seva filla, en honor del germà. Michael Haydn morí a Salzburg a l'edat de 68 anys.

## Obra

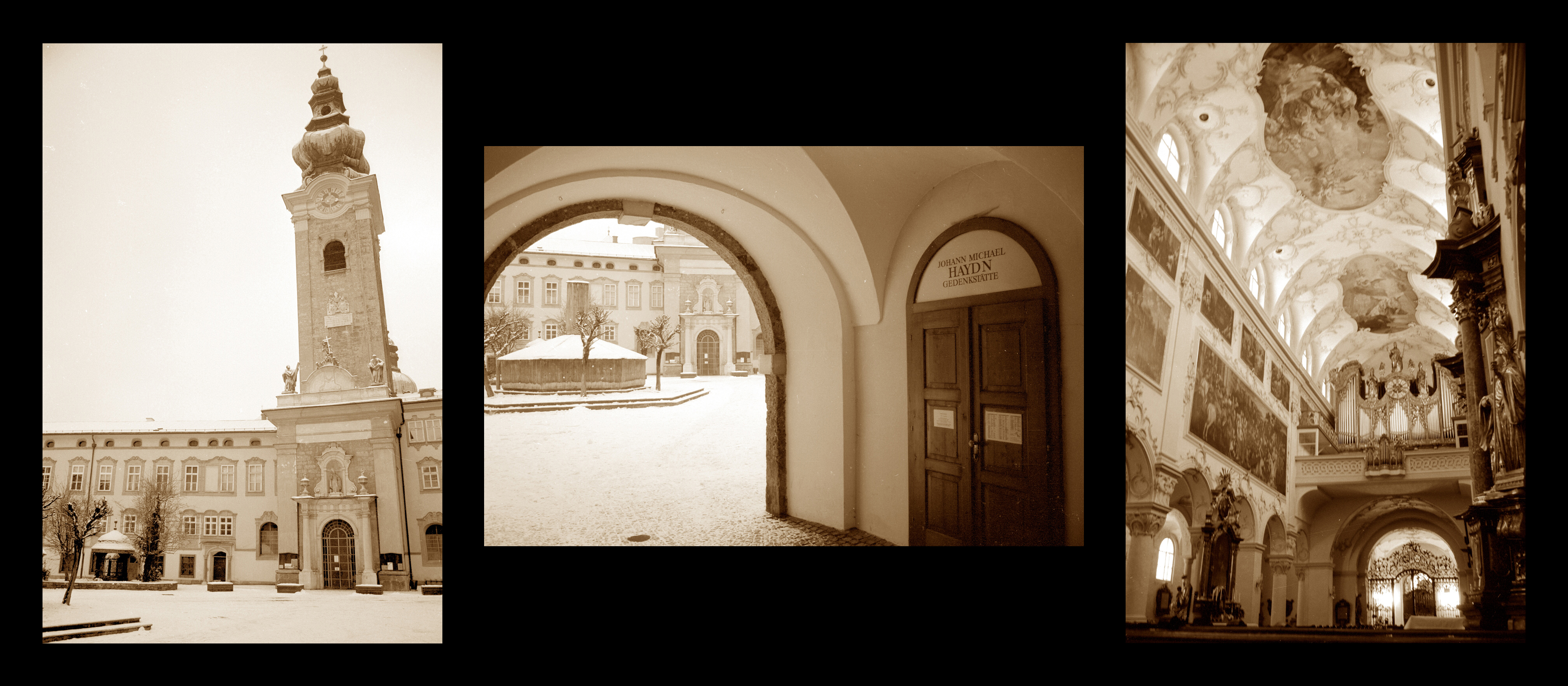
L'església de St. Pere a Salzburg, i l'entrada a la llibreria Michael Haydn.

Les obres corals sacres de Haydn són considerades, en general, com la seva producció musical més important, incloent-hi:
- Requiem pro defuncto Archiepiscopo Sigismundo (Rèquiem per a la mort d'Archbishop Siegmund) en do menor, que influí en el Rèquiem de Mozart
- Missa Hispanica (amb la que obtindria un diploma a Estocolm)
- Missa en re menor
- Lauda Sion
- Un conjunt de graduals, quaranta-dos dels quals es reimprimiren a la Ecclesiasticon d'Anton Diabelli. Va ser també un compositor prolífic de música profana, incloent-hi quaranta simfonies i partites, un cert nombre de concerti i música de cambra, entre les quals hi ha un quintet de corda en do major que es creia que pertanyia al seu germà Joseph. En aquest sentit, la confusió continua actualment.[8]

Hi havia un altre cas d'identitat equivocada amb relació a Michael Haydn; durant molts anys, la peça que es coneix ara com la Simfonia núm. 25 de Michael Haydn es creia que era la Simfonia núm. 37 i tenia assignat el número de catàleg K. 444. La confusió sorgí perquè s'havia descobert una partitura autògrafa que contenia l'obertura de la simfonia de la mà de Mozart, i la resta de la música pertanyia a algun altre compositor. Actualment, es creu que Mozart havia compost una nova introducció lenta, per raons desconegudes, però se sap que la resta de l'obra pertany a Michael Haydn. La peça, que abans d'aquesta rectificació s'havia interpretat bastant, indicant que era una simfonia de Mozart, des del 1907, any de la descoberta de l'error en l'atribució, s'ha interpretat molt menys.
Se sap que unes quantes obres de Michael Haydn influïren clarament a Mozart. Cal citar només dos exemples: 
- el Te Deum "que, més tard, Wolfgang tard seguiria molt de prop en la seva obra K. 141"[9]
- el final de la Simfonia núm. 23 que queda reflectida en el final del Quartet en sol major, K. 387.

Michael Haydn mai va compilar un catàleg temàtic de les seves obres, ni supervisà que algú ho fes. El primer catàleg va ser elaborat el 1808 per Nikolaus Lang per a Biographische Skizze. Posteriorment, el 1907, Lothar Perger elaborà un catàleg de les obres orquestrals de Michael Haydn per a 'Denkmäler der Tonkunst a Österreich', catàleg que és molt més fiable. I el 1915, Anton Maria Klafsky va fer el mateix amb relació a la música vocal sacra. Els números Perger fan referència a algunes de les obres de M. Haydn, que apareixen en aquest catàleg de Lothar Perger, del 1907.